# 銭谷真美
銭谷 眞美（ぜにや まさみ、1949年6月2日 - 、男性）は、日本の文部官僚。第4代文部科学事務次官。
2009年から2022年まで、東京国立博物館館長を務めた。

## 来歴
秋田県秋田市土崎港相染町出身。秋田大学附属中学校、秋田県立秋田高等学校を経て、東北大学教育学部卒業。
1973年に文部省に入省し、国際学術課に配属される。その後、施設助成課、総務課、小学校課を経て、1981年から約2年半、三重県教育委員会に出向する。文部省復帰後は中学校課や高等学校課に配属され、高等学校課ではJETプログラムの立ち上げに携わった。1991年、生涯学習局学習情報課長。その後小学校課長、学校健康教育課長、体育課長を歴任。1997年大臣官房総務課長。
2001年から2003年まで、文化庁の次長を務める。その後、生涯学習政策局長、初等中等教育局長を歴任。
2007年7月6日付で、文部科学事務次官に昇格し、2009年7月14日をもって退任した。
退任後、同年8月1日付で東京国立博物館館長に就任する。
2017年3月、文部科学省天下り問題に関して文書厳重注意相当とされた。
2021年、瑞宝重光章受章。

## 略歴
- 1973年3月　東北大学教育学部教育学科卒業
- 1973年4月　文部省入省(大学学術局国際学術課)
- 1975年4月　管理局助成課
- 1976年7月　大臣官房総務課審議班
- 1977年4月　大臣官房総務課専門職員
- 1977年4月　大臣官房総務課審議第三係長
- 1978年4月　審議第二係長
- 1979年4月　初等中等教育局小学校教育課学校管理係長
- 1981年8月　三重県教育委員会指導課長
- 1983年12月　大臣官房人事課課長補佐
- 1983年12月　初等中等教育局中学校教育課課長補佐
- 1984年7月　初等中等教育局中学校課課長補佐
- 1985年11月　初等中等教育局高等学校課課長補佐
- 1988年6月　大臣官房総務課副長(兼)能率専門官
- 1989年7月　教育助成局地方課教育行政企画官
- 1991年6月　生涯学習局学習情報課長
- 1992年7月 初等中等教育局小学校課長
- 体育局学校健康教育課長
- 体育局体育課長
- 1997年　大臣官房総務課長
- 1998年　大臣官房審議官（初等中等教育局担当）
- 2000年　内閣審議官（内閣官房内閣内政審議室教育改革国民会議担当室長）
- 2001年　文化庁次長
- 2003年　文部科学省生涯学習政策局長
- 2004年　初等中等教育局長
- 2007年　文部科学事務次官
- 2009年　退官
- 2009年8月　東京国立博物館長
- 2022年6月23日より　公益財団法人新国立劇場運営財団理事長[9]

## 社会的活動
- 日本博物館協会会長（2010年[10] - ）
- ベルマーク教育助成財団理事長（2012年[11] - ）
- 文化庁 宗教法人審議会委員（2013年[12] - ）

## 著書
- 『教育法令辞典』銭谷眞美 編集代表. ぎょうせい, 1997.6